# Real Madrid Baloncesto 2004-2005
Questa voce raccoglie le informazioni riguardanti il Real Madrid Baloncesto nelle competizioni ufficiali della stagione 2004-2005.

## Stagione
La stagione 2004-2005 del Real Madrid Baloncesto è la 49ª nel massimo campionato spagnolo di pallacanestro, la Liga ACB.

## Roster
Aggiornato al 22 novembre 2021.
| Real Madrid 2004-05 | Real Madrid 2004-05 |
| Giocatori           | Staff tecnico       |
| ------------------- | ------------------- |

| N. | Naz.                                        | Ruolo | Nome                 | Anno | Alt.   | Peso   |  |
| -- | ------------------------------------------- | ----- | -------------------- | ---- | ------ | ------ |  |
| 4  | Spagna (bandiera)                           | G     | Alberto Aspe         | 1987 | 195 cm |        |  |
| 5  | Francia (bandiera)                          | P     | Moustapha Sonko      | 1972 | 192 cm | 92 kg  |  |
| 6  | Stati Uniti (bandiera)                      | P     | Elmer Bennett        | 1970 | 183 cm | 77 kg  |  |
| 7  | Croazia (bandiera) · Germania (bandiera)    | G     | Mario Stojić         | 1980 | 198 cm | 95 kg  |  |
| 9  | Grecia (bandiera)                           | AG    | Antōnīs Fōtsīs       | 1981 | 208 cm | 108 kg |  |
| 11 | Spagna (bandiera)                           | AP    | Alberto Herreros (C) | 1969 | 200 cm | 98 kg  |  |
| 12 | Spagna (bandiera)                           | C     | Antonio Bueno        | 1980 | 208 cm | 111 kg |  |
| 13 | Spagna (bandiera)                           | P     | Daniel Borja Muñoz   | 1987 | 184 cm |        |  |
| 14 | Spagna (bandiera)                           | AC    | Felipe Reyes         | 1980 | 204 cm | 105 kg |  |
| 15 | Francia (bandiera)                          | AP    | Mickaël Gelabale     | 1983 | 201 cm | 98 kg  |  |
| 17 | Belgio (bandiera)                           | AG    | Axel Hervelle        | 1983 | 205 cm | 105 kg |  |
| 22 | Stati Uniti (bandiera)                      | G     | Louis Bullock        | 1976 | 185 cm | 80 kg  |  |
| 24 | Stati Uniti (bandiera) · Irlanda (bandiera) | G     | Jay Larrañaga        | 1975 | 195 cm | 95 kg  |  |
| 25 | Stati Uniti (bandiera)                      | P     | Justin Hamilton      | 1980 | 191 cm | 95 kg  |  |
| 31 | Irlanda (bandiera)                          | C     | Pat Burke            | 1973 | 210 cm | 113 kg |  |
| 32 | Stati Uniti (bandiera)                      | PG    | Troy Bell            | 1980 | 186 cm | 80 kg  |  |
| 33 | Spagna (bandiera)                           | AC    | José Ángel Antelo    | 1987 | 204 cm | 100 kg |  |

| Allenatore                                                                                    |
| - Božidar Maljković                                                                           |
| Assistente/i                                                                                  |
| - José Antonio Arredondo - Tirso Lorente Legenda - (C) Capitano - (IN) Inattivo - Infortunato |

## Mercato

### Sessione estiva
| Acquisti | Acquisti         | Acquisti    | Acquisti   | Acquisti |
| R.a      | Nome             | da          | Modalità   |          |
| -------- | ---------------- | ----------- | ---------- | -------- |
| AP       | Mickaël Gelabale | Cholet      | definitivo |          |
| AC       | Felipe Reyes     | Estudiantes | definitivo |          |
| G        | Louis Bullock    | Málaga      | definitivo |          |
| P        | Moustapha Sonko  | Málaga      | definitivo |          |

| Cessioni | Cessioni                  | Cessioni          | Cessioni       | Cessioni |
| R.       | Nome                      | a                 | Modalità       |          |
| -------- | ------------------------- | ----------------- | -------------- | -------- |
| P        | Roberto Núñez             | Bilbao Berri      | fine contratto |          |
| C        | Alfonso Reyes             | Breogán           | fine contratto |          |
| AP       | Álex Mumbrú               | Joventut Badalona | fine contratto |          |
| C        | Kaspars Kambala           | UNICS Kazan'      | fine contratto |          |
| P        | Lucas Victoriano          | Girona            | fine contratto |          |
| C        | Eduardo Hernández-Sonseca | Gran Canaria      | fine contratto |          |

### Dopo l'inizio della stagione
| Acquisti | Acquisti        | Acquisti           | Acquisti         | Acquisti   |
| R.       | Nome            | da                 | Data             | Modalità   |
| -------- | --------------- | ------------------ | ---------------- | ---------- |
| AG       | Axel Hervelle   | Verviers-Pepinster | 25 ottobre 2004  | definitivo |
| PG       | Troy Bell       | Free agent         | 10 dicembre 2004 | definitivo |
| G        | Jay Larrañaga   | Viola R. Calabria  | aprile 2005      | definitivo |
| P        | Justin Hamilton | Īraklīs Salonicco  | 20 aprile 2005   | definitivo |

| Cessioni | Cessioni          | Cessioni   | Cessioni         | Cessioni    |
| R.       | Nome              | a          | Data             | Modalità    |
| -------- | ----------------- | ---------- | ---------------- | ----------- |
| AC       | José Ángel Antelo | Cáceres    | 17 dicembre 2004 | prestito    |
| PG       | Troy Bell         | Free agent | gennaio 2005     | rescissione |